# EADS Phoenix
För andra betydelser, se Fenix.
EADS Phoenix är en skalenlig modell av rymdfärjan HOPPER som utprovas av Rymdbolaget i samarbetsprojektet NEAT (North European Aerospace Test range) tillsammans med Försvarets materielverk. Proven utförs i samarbete mellan Esrange i Kiruna kommun och RFN i Vidsel.